# Борис Кіт
Борис Володимирович Кіт (біл. Бары́с Уладзі́міравіч Кіт; 6 квітня 1910, Санкт-Петербург, Російська імперія
 — 1 лютого 2018, Франкфурт-на-Майні) — білоруський громадський діяч, викладач, математик, фізик, конструктор американської ракетної техніки.

## Біографія
Сім'я походить з села Огородники Новогрудського повіту (тепер Корелицький район). У 1918 році з батьками з Петербурга повернувся на Новогрудщину. Закінчив народну школу у Кореличах в 1926 році, Новогрудську білоруську гімназію в 1928, фізико-математичний факультет Вільнюського університету в 1933 році. Двічі був заарештований польськими органами. З 1931 року був викладачем Вільнюської білоруської гімназії, а з 1939 року — її директором. З осені 1939 року став директором відновленої гімназії у Новогрудку. Потім працював шкільним інспектором у Барановицькій області, організовував початкові та середні білоруські школи.
У 1941 році з початком нацистської окупації Білорусі, щоб уникнути арешту, деякий час жив у селі Лебедєві Молодечненського району, де пізніше викладав у місцевій народній школі. У 1943 році організував викладацькі семінари у Молодечні і Поставах, став їх директором, заснував Адміністративно-торговельний інститут у Молодечні. Після закриття цих навчальних закладів у 1944 році Борис Кіт був заарештований гестапо. Був ув'язнений у в'язниці у Вілейці. Від розстрілу його врятували колишні учні А. Дасюкевич і К. Касяк. У кінці війни емігрував до Німеччини, а в 1945—1948 вивчав медицину у Мюнхенському університеті та одночасно викладав математику в місцевих гімназіях.
З 1949 року мешкав у США. Спочатку приїхав у Нью-Йорк, але невдовзі переїхав у містечко Саус-Рівер, де жило багато білорусів, влаштувався на роботу у фармацевтичному підприємстві. Дякуючи Борисові Коту був створений Білорусько-американський комітет допомоги, який розпочав серед білоруських іммігрантів культурну, соціальну та політичну роботу. Борис Кіт був головою комітету з 1949 по 1950 рік. Після цього він переїжджає до Каліфорнії, де також організовує білоруську групу, його учень Чеслав Найдюк працює його помічником. Тут, у Лос-Анджелесі, Борис Кіт працює на фірмі North American Aviation, де працюють над космічними проектами: стратегічні ракети Navaho, проект подорожі людини на Марс Apollo, човниковий корабель Shuttle. Першою його науковою роботою було нашвидкоруч зроблене дослідження якостей рідкого водню як майбутнього космічного палива. У 1958 році Бориса Кота запросили у Вашингтон, де він почав працювати у Міністерстві повітряних сил США у відділі космонавтики. Виконував обов'язки експерта з розвитку міжнародної космонавтики, перед усім радянської. У 1960 році з виходом науково-популярної книги «Довідник з ракетного палива» починається літературна діяльність Бориса Кота. З 1963 року Борис Кіт працює у відділі космонавтики корпорації IT&T, де досліджували та будували засоби зв'язку, що було першим етапом у підготовці подорожі американців на Місяць. У 1964 році він написав свою другу книгу «Історія і сучасний стан радянської космонавтики». Займався математичною розробкою засобів зв'язку у проектах космічних кораблів. Борис Кіт виступає з рефератами, пише та публікує статті, читає доповіді на міжнародних конгресах з космонавтики. Наприкінці 1960-х він навідався з лекціями в Японію, Індію, Мексику, Іспанію, Канаду, Велику Британію, Швецію, Фінляндію, Норвегію, Німеччину та інші країни.
З 1972 року жив у Німеччині, місцем постійного проживання обирає місто Франкфурт-на-Майні. Тут він повертається до педагогічної діяльності. Ще у Вашингтоні він викладав математику в Мерилендському університеті, а у Франкфурті-на-Майні Борис Кіт став професором Європейського відділення Мерилендського університету. Темою докторської дисертації він вибрав життя і наукову діяльність польського математика Антоні Зигмунда, в минулому свого професора з Вільнюського університету. Дисертацію «Antoni Zygmund, his life and his contribution to the mathematics of 20th century» Борис Кіт поспіхом захистив у 1982 році на вченій раді Регенсбурзького університету і отримав за цю працю наукове звання доктора філософії в галузі математики та історії науки. У 1987 році йому вручили диплом заслуженого професора, а в 1990 — диплом почесного професора. У 1991 році йому був вручений диплом академіка Міжнародної академії астронавтики. Борис Кіт був членом багатьох наукових товариств світу.
Борис Кіт є фундатором багатьох еміграційних білоруських видань, книг М. Седнєва. У 1990-х роках він відвідав Білорусь. Автор мемуарів.

## Твори
- «Даведнік па ракетным паліве» (у суаўтарстве; Boris Kit, Douglas S. Evered. Rocket Propellant Handbook, 1st ed. — New York: The Macmillan Company, 1960.)

## Цікаві факти
Григорій Барадулін присвятив Борисові Котові чотиривірш, який увійшов до книги «Дуліна від Барадуліна»:

Як ні сягне высока птах, 

Ляцеціме ў гняздо наніз.

Зямля стаіць на трох кітах. 

Адзін з кітоў — спадар Барыс.